# Federico Cervelli

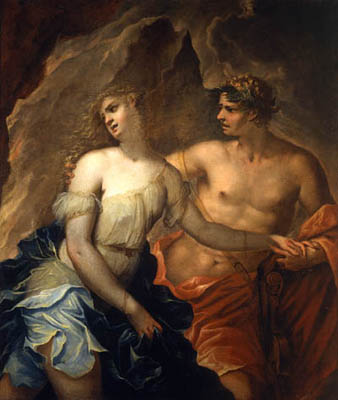
Orfeo e Euridice di Cervelli

Federico Cervelli (Milano, 1625 o 1638 – Venezia, 1700 circa) è stato un pittore italiano.

## Biografia

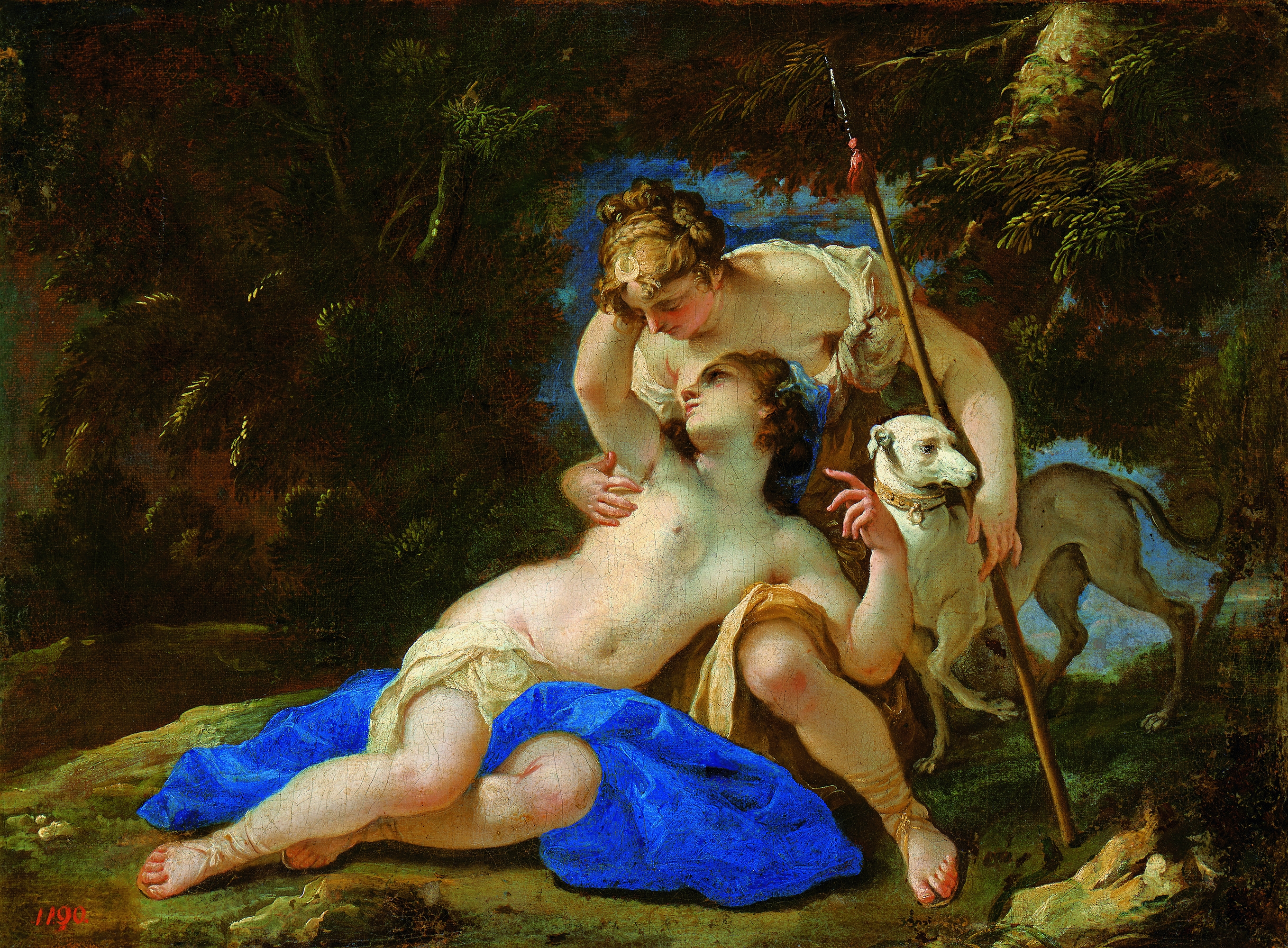
Diana e Callisto

Dopo una formazione artistica e culturale non definita, si trasferì a Venezia quando era quarantenne per impiantare lì una bottega di lavoro.
L'ambiente veneziano amplificò i suoi accenti barocchetti presettecenteschi, grazie alla collaborazione dapprima con Pietro Ricchi (il Lucchese), e poi con il Pietro Liberi. Da quest'ultimo trasse gli insegnamenti riguardanti lo schiarimento dei colori, come emerse nella Prima Comunione di S.Luigi presente nell'abside di Santa Maria della Salute di Este.
Una delle prime opera di cui si hanno informazioni, una Maddalena del 1668, purtroppo è irreperibile.

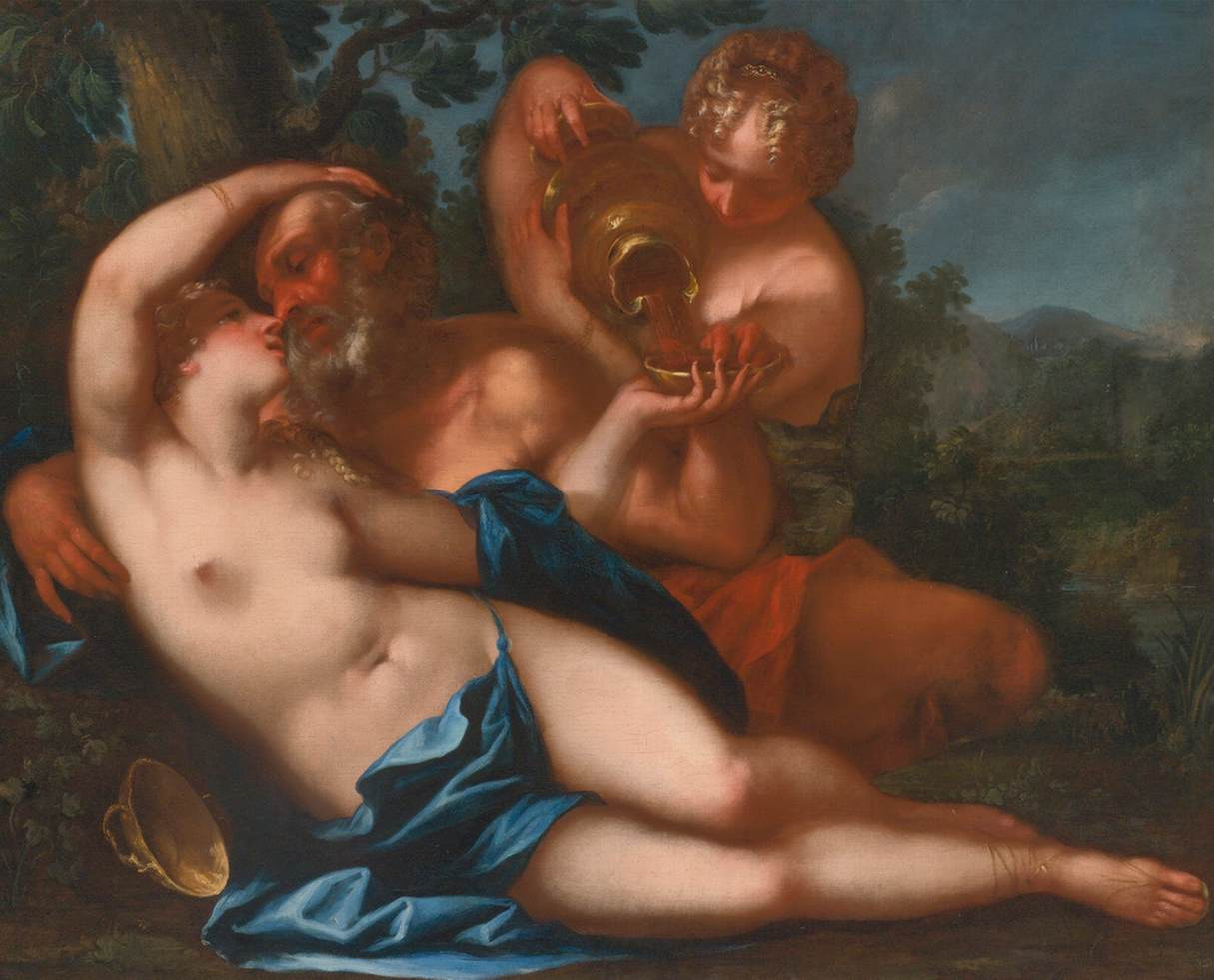
Lot e le sue figlie, 1680

La sua prima opera documentata fu il Sacrificio di Noé (1678), conservata a Santa Maria Maggiore in Bergamo assieme al Mosé, in cui i tipici chiaroscuri furono affiancati da elementi naturalistici di Luca Giordano e da spunti di vivacità influenzati da Sebastiano Mazzoni.
Nel 1683 Cervelli risulta aver da poco concluso tre tele allegoriche raffiguranti la Prudenza, il Timore e la Sapienza, tuttora collocate sul soffitto dell'ex biblioteca del Convento domenicano dei Santi Giovanni e Paolo a Venezia (ora Sala San Domenico dell'Ospedale Civile).
Nelle opere Pan e Siringa, Il trionfo di Adone, Venere che piange Adone morto, si evidenziarono colori freschi e luminosi, una ispirazione frizzante e una pennellata più sciolta.
Il Massacro degli Innocenti in San Giorgio Maggiore a Venezia e il Martirio di San Teodoro, gli sono stati attribuiti solamente nel 1956.
Tra i suoi allievi si annoverò, in base agli studi pubblicati da Antonio Maria Zanetti, Sebastiano Ricci.
Lo stile del Cervelli, dopo una fase iniziale influenzata dal Liberi, si caratterizzò per una progressiva ricerca di un linguaggio più personale, più misurato e vicino al Classicismo, intermedio tra lo stile barocco della metà del Seicento, e quello che aprirà la strada al Settecento.
Cervelli morì a Venezia intorno al 1700.